# Heiti Talvik
Heiti Talvik (Tartu, 1904. november 9. – Tyumenyi terület, Szovjetunió, 1947. július 18. ) észt költő.

## Életrajza
Értelmiségi családból származott, apja orvos volt, anyja ismert zongorista. Két testvére volt: Hella és Ilmari.
1923-ban váratlanul abbahagyta tanulmányait, és egy kőfejtőben kezdett dolgozni. 1926-ban visszatért Tartuba tanulni, a Tartui Egyetemen észt nyelvet és irodalmat hallgatott, aktívan részt vett az irodalmi életben, tagja volt az Arbujad nevű költőből álló irodalmi társaságnak. 1934-ben az Észt Írószövetség tagja lett.
1937-ben feleségül vette Betti Alver költőnőt. Eleinte Tartuban éltek, de a második világháború kitörése után, 1940-ben elköltöztek vidékre egy dél-észtországi faluba a Võrts-tó közelében. 1945-ben a szovjetek váratlanul letartóztatták, majd demokratikus nézetei miatt Szibériába deportálták, ahol megbetegedett, és meghalt.

## Munkássága
Költészetére hatással volt többek közt François Villon és Charles Baudelaire.
Már gimnazista korában elkezdett verseket írni, először 1924-ben jelent meg verse a Looming című folyóiratban. Verseiben filozófiai kérdéseket boncolgat és kritikusan szemléli korát. Első verseskötetében általában a betegség és az elmúlás motívuma, az egyén problémái jelennek meg, a másodikban már inkább a társadalommal kapcsolatos kérdésekkel foglalkozik. Stílusa többnyire expresszionista, versei néha ironikus hangvételűek. Kötetein kívül jelentek meg versei különböző folyóiratokban is.

## Verseskötetei
- Palavik (Láz) – 1934
- Kohtupäev (Ítéletnap) – 1937